# (1765) Wrubel
(1765) Wrubel ist ein Hauptgürtelasteroid. Er wurde am 15. Dezember 1957 am Goethe-Link-Observatorium bei Brooklyn (Indiana) im Rahmen des Indiana Asteroid Program der Indiana University entdeckt.
Der Asteroid wurde nach dem US-amerikanischen Astronomen Marshal H. Wrubel benannt.